# Hyper Scape
Hyper Scape war ein Free-to-play-Ego-Shooter-Battle-Royale-Spiel, das von Ubisoft Montreal entwickelt und von Ubisoft für Microsoft Windows, PlayStation 4 und Xbox One veröffentlicht wurde. Gemeinsam mit Twitch wurde eine Funktion für Hyper Scape entwickelt, mit der Zuschauer das Videospiel live in Form von Abstimmungen beeinflussen können – mit dem Ziel, dass insbesondere zwischen Streamern und Publikum mehr Interaktion stattfindet.
Die offene Beta für Microsoft Windows wurde am 12. Juli 2020 veröffentlicht. Das Spiel wurde am 11. August 2020 auf Microsoft Windows, PlayStation 4 und Xbox One veröffentlicht.
Am 27. Januar 2022 gab Ubisoft bekannt, dass Hyper Scape am 28. April heruntergefahren wird.

## Schauplatz
Das Spiel findet im Jahr 2054 in Neo-Arcadia statt, Teil eines Metaversums, das von der Firma Prisma Dimensions geschaffen wurde. Innerhalb dieses Metaversums kämpfen die Spieler in einer Sportart, die als Crown Rush bekannt ist, gegeneinander. Der Schauplatz wurde mit dem von The Oasis aus Ready Player One verglichen.

## Gameplay
Der Hauptmodus des Spiels teilt Elemente mit anderen Battle-Royale-Spielen, bei denen bis zu 100 Spieler auf eine Karte fallen gelassen werden, die, genauso wie die Spielerzahl, mit der Zeit langsam schrumpft, da die Spieler versuchen, die Konkurrenz auszuschalten. Das Spiel unterscheidet sich jedoch dahingehend, dass, sobald der letzte Sektor geschlossen ist und eine Krone erscheint, jeder Spieler, der in der Lage ist, die Krone 60 Sekunden lang zu halten, automatisch zum Sieger erklärt wird. Alternativ endet das Spiel auch, wenn nur ein Spieler oder eine Mannschaft übrig bleibt.
Im Laufe des Spiels finden die Spieler sowohl Waffen als auch spezielle Fähigkeiten, die als „Hacks“ bekannt sind, wie z. B. die Verwandlung des Spielers in einen riesigen Ball, mit dem er herumspringen kann, oder die Möglichkeit, sich unsichtbar zu machen. Die Spieler können jeweils nur zwei Waffen und Hacks zur Verfügung haben, wobei letztere während einer Runde ausgewechselt werden können.
Wenn ein Spieler getötet wird, wird er zu einem „Echo“. Echos können zwar keine Gegner töten, aber sie sind in der Lage, andere Mitglieder ihres Teams „anzupingen“, um sie auf Gefahren oder interessante Punkte aufmerksam zu machen. Wenn ein Feind getötet wird, lassen sie einen Wiederbelebungspunkt fallen, der es einem Team ermöglicht, gefallene Teamkollegen wiederzubeleben.
Während des gesamten Spiels kann der KI-Host die Spielwelt modifizieren, z. B. jeden Feind auf der Minimap des Spiels aufdecken und den Waffen unendlich viel Munition geben oder einen Modus mit niedriger Schwerkraft einschalten. Falls Zuschauer die Runde bei Twitch verfolgen, können diese zusätzlich dazu für Events abstimmen, was der KI bei der Entscheidung helfen wird, welche Modifikationen einzuschalten sind.
Wie viele Spiele im Battle-Royale-Genre verwendet Hyper Scape einen gestaffelten Battle Pass als Belohnungssystem für seine Spieler. In jeder Saison gibt es einen Battle Pass mit 100 Stufen, von denen jede mindestens eine Belohnung enthält. Der Technik-Test hatte einen kostenlosen Battlepass mit 10 Stufen, mit 2 Spieler-Skins auf Stufe 10. Die Open Beta hatte einen 30-stufigen Battle Pass. Die Belohnungen umfassen nämlich neue Champions sowie Skins, Waffen-Skins, Nahkampfwaffen, Einsatz-Pods, Embleme und Sprays, von denen keiner dem Spieler einen Wettbewerbsvorteil verschafft. Einige Battle Pass-Belohnungen erfordern eine Prime Gaming-Mitgliedschaft, um diese Belohnungen zu erhalten.
Um eine Stufe auf dem Battle Pass aufzusteigen, müssen die Spieler 200 Erfahrungspunkte sammeln. Diese Punkte können auf verschiedene Weise erreicht werden; das Absolvieren täglicher und wöchentlicher Herausforderungen, gute Leistungen in Spielen sowie das Anschauen und Interagieren mit Twitch-Streamern bringen Erfahrungspunkte ein. Ubisoft besteht darauf, dass das Spielen des Spiels immer noch der beste Weg ist, um einen Rang zu erreichen. Spieler können nur bis zu 400 Erfahrungspunkte – oder 2 Stufen – pro Tag verdienen, während es beim tatsächlichen Spielen keine Begrenzung gibt.

## Entwicklung
Das Spiel, das zwei Jahre lang entwickelt wurde, basierte auf der Idee des „Spiels als Spektakel“, die entstanden ist, weil die Entwickler bemerkten, dass sie, wie auch die Spieler im Allgemeinen, mit Live-Stream-Diensten wie Twitch Spiele in etwa so häufig sahen, wie sie sie spielten, wobei Regisseur Christophe Guyot bemerkte, dass sie nicht mehr nur den Spielern, sondern auch den Zuschauern antworteten. So wollte das Team „Streamer, Spieler und Zuschauer in einer Sache zusammenbringen“.
Obwohl das Spiel von Ubisoft geleaked wurde, wurde es am 2. Juli 2020 offiziell enthüllt, als viele Streamer bei Twitch plötzlich anfingen, es zu spielen, und später am Tag ein Trailer veröffentlicht wurde. The Verge verglich dies sowohl mit Apex Legends als auch mit Valorant, die ebenfalls auf diese Weise angekündigt wurden.
Am 27. Januar 2022 gab Ubisoft bekannt, dass das Spiel in 90 Tagen, am 28. April, eingestellt wird.